# Goldbach (Ilmtal-Weinstraße)
Goldbach is een dorp in de Duitse Landgemeente Ilmtal-Weinstraße in het landkreis Weimarer Land in Thüringen. Het dorp wordt voor het eerst genoemd in een oorkonde uit 1124. Tot 2013 was het deel van de gemeente Liebstedt, die in dat jaar werd opgenomen in de Landgemeente.
Denstedt · Goldbach · Kromsdorf · Leutenthal · Liebstedt · Mattstedt · Niederreißen · Niederroßla · Nirmsdorf · Oberreißen · Oßmannstedt · Pfiffelbach · Rohrbach · Ulrichshalben · Wersdorf · Willerstedt